# 馬薩諸塞灣殖民地
麻薩諸塞灣殖民地（英語：Massachusetts Bay Colony）是一個英國在17世紀定居在北美麻薩諸塞灣東海岸的殖民地，被劃分至新英格蘭並且包含當時重要城市塞勒姆和波士頓。麻薩諸塞灣殖民地管理的領土包括今日很多新英格蘭中央地區，包括部分後來劃為麻薩諸塞州、緬因州、新罕布夏州、羅德島州和康乃狄克州等州分，另外殖民政府還宣稱其統管範圍擴大至西部的太平洋。

## 历史
起初在1628年一群人購買了麻省灣公司的股票，並於1630年將該憲章帶到了北美。

## 政府
殖民政府的结构在宪章的整个生命期都有变化。清教徒建立了一个神权政府，权力仅限于教会成员。温思洛普、达德利、约翰·奥顿和其他领导者积极阻止任何宗教独立的观点，许多持不同宗教信仰者，包括塞勒姆的罗杰·威廉姆斯、波士顿的安妮·哈钦森，和不屈不挠的贵格派成员和再洗礼派等人（的宗教思想学说）都被禁止。到1640年代中期，马萨诸塞湾殖民地已经发展到20000多居民。
该宪章授予投资人大会（the general court）选举官员和为殖民地制定法律的权力。（投资人大会）1630年10月在北美举行第一次会议，但是只有八名自由人参加。 他们组成了第一届参事会（council of assistants），并投票（违背《宪章》条款）从参事会中选出总督和副总督。 在下届投资人大会开会时修改了此决定，总督和副总督由投资人大会选出。

1631年另外116位殖民者作为自由民被准入投资人大会（the general court），但大部分的政府权力，跟司法权一样，都仍保留在参事会手中。 他们也颁布了一项法律，认定只有那些在殖民地“是特定宗教成员”者才有资格成为自由人并获得投票权。对这种特权的限制直到查理二世复辟后才得以放宽。 个人成为殖民地一个教会成员的过程，涉及教会长老对其信仰和宗教经验的详细询问；因此，只有符合教会领袖的宗教观点者才有可能成为殖民地的成员，并获得在殖民地投票的权力。 在助理委员会就征税提出抗议后，投资人大会命令每个镇派两名代表，称为代表（deputies），与投资人大会面谈，讨论征税问题。
1634年，管理和代表权的问题再次浮现，当时几名代表要求查看《宪章》，而参事会成员们一直将《宪章》向公共隐藏。代表们了解到，投资人大会应制定所有法律，所有自由人应成为投资人大会的成员。然后，他们要求按字面意义强制执行宪章，总督温斯洛普指出，鉴于自由人的数量不断增加，如此操作不切实际。双方达成妥协，同意由每个镇选出的两名代表组成投资人大会。 1634年的选举导致达德利当选总督，投资人大会开始获得大量权力，包括税收、分配土地和接纳自由人等权力。
改革已经完成：一家贸易公司已经成为（某种程度上）代议民主制。1642年的一个司法案件导致参事会成为投资人大会的上院。此案涉及一名遗孀丢失的猪，已被投资人大会推翻；但参事会成员已就此案进行了司法裁决，并作为一个机构投票否决了投资人大会的决定。 随后辩论的结果，1644年投资人大会投票决定参事会独立于大会进行开会和审议（直到那时，参事会和投资人大会一直是一起开会的），立法的通过必需要这两个机构的同时同意。
司法上诉由联席会议判决，否则参事会将有权否决和试图推翻投资人大会的决定。 一群移民购买了马萨诸塞湾公司的全部股票，并于1630年将该宪章带到了北美；英国国王、议会和英国公司都没有对马萨诸塞湾殖民地施加干预。因此，马萨诸塞殖民地实际上是一个自治几十年的共和国，也实践分权。

### 法律和司法
1641年，殖民地正式通过了《马萨诸塞权利法典》， 作为殖民地的第一份法典，由纳撒尼尔·沃德所撰写完成。 这份文件由100多条民事和刑事法律组成，这些法律依据的是《圣经》中记录的社会制裁。
这些法律形成了直到独立前殖民地立法的核心，并包含了一些后来被纳入美国宪法的条款，例如平等保护和双重危险的想法。
另一方面，马萨诸塞湾是第一个使奴隶制合法化的殖民地，《马萨诸塞权利法典》第91项为不能履行公共服务的人提供了保护。 另一项法律是禁止已婚妇女、儿童和患有精神残疾的人做财政决策。 殖民地法律区分了各种类型的精神障碍，将它们分为“分心者”、“白痴”和“疯子”。.1693年，“贫穷的法律”使社区能够利用残疾人的财产用于社区对这些个人的支付费用。 其中许多法律一直保留到美国革命。
许多行为在文化上受到了谴责，现代人的情感可能会认为这是相对微不足道的行为，有些行为导致刑事起诉。这些行为包括在教堂礼拜时睡觉、打牌，以及在安息日进行任何某种活动。相反，有些法律反映了21世纪美国民众对吸烟、辱骂岳母、亵渎神明的舞蹈和拽人头发等行为的态度。 儿童、新移民者和残疾人免予此类违法行为的处罚。
殖民地参事会作为最终上诉法院和主要刑事法庭，处理“生命、肢体或流放”和损害赔偿超过100英镑的民事案件。 较轻的犯罪案件在县法院或被任命审理轻微争议的专员审理。下级法院还负责颁发许可证和遗嘱认证等事宜。陪审团被授权对事实和法律问题作出裁决之权，尽管法院能够在陪审团未能达成一致判断的情况下作出裁决。 对犯罪的判决包括罚款和体罚，如鞭打和桩罚，包括从殖民地驱逐出境和对最严重的犯罪处以绞刑。 证据有时是基于道听途说和迷信。例如在1646年，一个被指控谋杀者被强迫触摸尸体的“触摸的考验”，如果出现血迹，被告将被视为有罪。这被用来判定（是否要）处死一名被指控谋杀新生儿的妇女。 因从事海盗行迹而被绞死者的尸体，有时会在海港岛屿上被海船看到（公开展示）。

### 著名的刑事诉讼

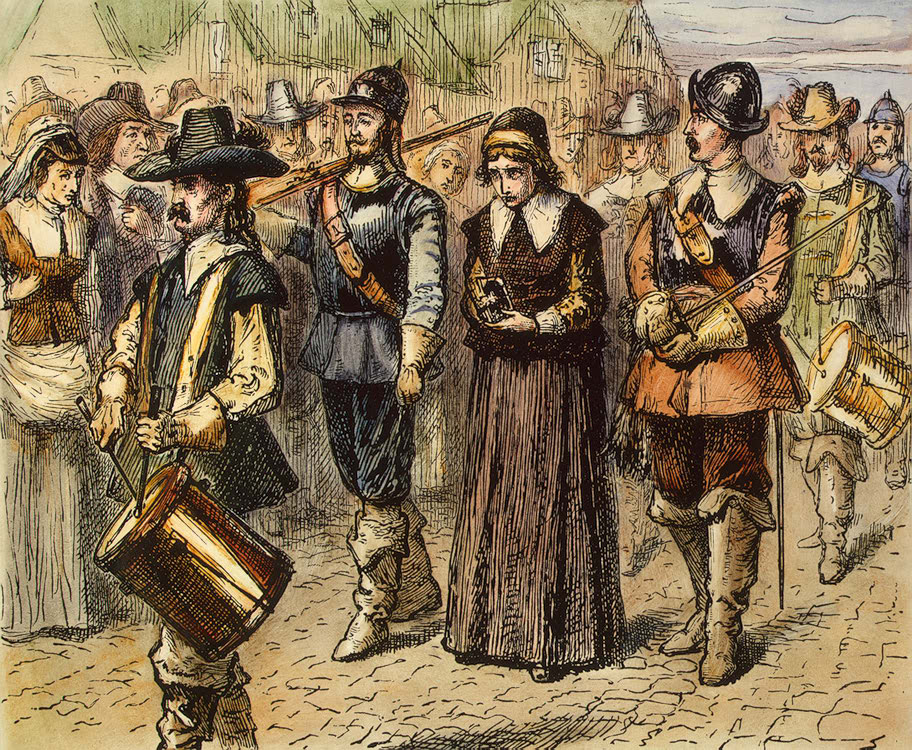
1660年6月1日，贵格会教徒玛丽·戴尔在波士顿广场被处决，画作来自一位不知名的19世纪艺术家

第一个在殖民地被处决的人是多萝西·塔尔百，她显然是精神錯亂。1638年，她因谋杀女儿而被绞死，因為当时马萨诸塞州的普通法没有区分精神错乱（或精神疾病）和犯罪行为。 1648年，因病人在受其护理中病情恶化，助产士玛格丽特·琼斯被判為女巫，并随后被处以绞刑。
殖民地领导层在新英格兰最积极地迫害贵格会教徒。1660年，英国贵格会教徒玛丽·戴尔因屡次违反禁止贵格会教徒进入殖民地的法律而在波士顿被处以绞刑。戴尔是四名被处决的贵格会教徒之一，被称为波士顿殉道者。1661年，当查理二世明确禁止马萨诸塞以妄称贵格会者为由处决任何人时，死刑中止。

### 新英格兰联盟
1643年，马萨诸塞湾加入了普利茅斯殖民地、康涅狄格殖民地和纽黑文殖民地的新英格兰联盟，这是一个松散的联盟，主要是为了协调清教徒殖民地间的军事和行政事务。 它在1670年代最为活跃，当时正处于菲利普国王战争时期。 （新罕布什尔还没有被组织成一个独立的殖民地，新罕不什尔和罗德岛都被排除在外，因为該等地區人口並非以清教徒為主）

## 延伸閱讀
. Boston: Commonwealth of Massachusetts. 1814  [2015-03-01]. OCLC 19448862. （原始内容存档于2020-08-05）.

## 外部連結
- Massachusetts Secretary of State: The History of the Arms and Great Seal of the Commonwealth of Massachusetts （页面存档备份，存于）
- Quaqua Society: Massachusetts Bay Colony （页面存档备份，存于）